# Halgania glabra
Halgania glabra är en strävbladig växtart som beskrevs av John McConnell Black. Halgania glabra ingår i släktet Halgania och familjen strävbladiga växter. Inga underarter finns listade i Catalogue of Life.